# Поход флота к Ревелю (1713)

Поход флота к Ревелю, завершённый Гогландским сражением (не путать с одноимённым сражением 1788 года), произошёл в июле 1713 года. Он имел важное значение для итогов всей военной кампании 1713 года, закончившийся неудачей для русской стороны: потерей Балтийским флотом 1 линейного корабля, упущением шведской эскадры из осаждённого Гельсингфорса и судом над командующим Балтийским флотом вице-адмиралом Корнелиусом Ивановичем Крюйсом и несколькими офицерами, принимавшими участие в походе.

## Предыстория
2 (13) июля 1713 года на рейд Гельсингфорса, осаждаемого русскими войсками, прибыла эскадра шведского вице-адмирала Лилье (9 кораблей и 2 фрегата). Ещё 3 шведских кораблях 5 (16) июля блокировали с моря Ревель, где в это время находилось пять недавно купленных за границей русских военных кораблей.
После получения известия о появлении близ Гельсингфорса эскадры Лилье Пётр I 4 (15) июля прибыл в Кроншлот и поднял свой флаг шаутбенахта на корабле «Полтава». 7 (18) июля царь, желая усилить флот ревельскими кораблями, предложил отправить эскадру Крюйса сначала к Ревелю. После снятия блокады с Ревеля Пётр I рассчитывал атаковать эскадру вице-адмирала Лилье.

## Поход
9 (20) июля эскадра вице-адмирала Крюйса в составе 13 вымпелов вышла из Кроншлота, направляясь к Ревелю.
Вечером 10 (21) июля у острова Гогланда с фрегатов эскадры, шедших в авангарде, был замечен отряд из 3 шведских линейных кораблей (HMS Verden, Ösel и Estland). За кораблями была начата погоня, продолжавшаяся до 8 часов утра следующего дня, когда 3 русских корабля («Выборг», «Рига» и фрегат «Эсперанс»), шедшие впереди остальных, сели на мель.
Шведский отряд, оторвавшись от своих преследователей, прибыл в Гельсингфорс и соединился с эскадрой Лилье.
12 (23) июля корабли эскадры лавировали к Ревелю, в полдень следующего дня флот из-за противного ветра стал на якоря у острова Большой Врангель (эст. Prangli). Утром 16 (27) июля эскадра прибыла в Ревель.

## Список участвовавших кораблей
| Название корабля | Количество пушек | Командир                                      |                  |                  |                  |
| Линейные корабли | Линейные корабли | Линейные корабли                              | Линейные корабли | Линейные корабли | Линейные корабли |
| ---------------- | ---------------- | --------------------------------------------- | ---------------- | ---------------- | ---------------- |
| «Рига»           | 50               | Капитан Фангент, Вице-адмирал Корнелиус Крюйс |                  |                  |                  |
| «Выборг»         | 50               | Капитан-командор В. Шельтинг                  |                  |                  |                  |
| «Пернов»         | 50               | Капитан Беземакер                             |                  |                  |                  |
| «Полтава»        | 54               | Капитан Госслер                               |                  |                  |                  |
| «Святой Антоний» | 50               | Капитан-командор Рейс                         |                  |                  |                  |
| «Рандольф»       | 50               | Капитан Н. Синявин                            |                  |                  |                  |
| Фрегаты и шнявы  |                  |                                               |                  |                  |                  |
| «Эсперанс»       | 44               | Капитан Экгоф                                 |                  |                  |                  |
| «Самсон»         | 36               | Капитан Эдвард                                |                  |                  |                  |
| «Святой Пётр»    | 30               | Капитан Дегрюйтер                             |                  |                  |                  |
| «Святой Павел»   | 30               | Капитан Вессель                               |                  |                  |                  |
| «Святой Яков»    | 16               | Капитан Рам                                   |                  |                  |                  |
| «Диана»          | 16               | Капитан Риго                                  |                  |                  |                  |
| «Наталья»        | 16               | Капитан Шхон                                  |                  |                  |                  |